# Ротач, Виталий Яковлевич
Виталий Яковлевич Ротач (13 октября 1927 — 12 ноября 2010) —  советский и российский учёный в области теории автоматизации теплоэнергетических процессов, доктор технических наук, профессор по кафедре Автоматических систем управления тепловыми процессами Московского Энергетического института, академик и один из учредителей Международной академии системных исследований.

## Биография
Родился 13 октября 1927 года в селе Слободка Черниговской области Украинской ССР. 
В 1949 году окончил Киевский политехнический институт, как инженер-электрик. Работу на промышленных предприятиях сочетал с учёбой в Всесоюзном заочном энергетическом институте (ныне МИРЭА),  который окончил в 1954 году, как инженер по контрольно-измерительным приборам и автоматике и был рекомендован в аспирантуру кафедры АСУ ТП МЭИ, на которой он и трудится с тех пор.
В 1958 году защитил кандидатскую диссертацию, посвященную автоматизации настройки регуляторов по динамическим характеристикам системы регулирования. Через 12 лет защитил докторскую диссертацию.
Умер 12 ноября 2010 года в Москве.

## Научная и педагогическая работа
Профессор Ротач работал в области частотной теории синтеза оптимальных линейных систем регулирования. Большую практическую ценность имеют методики расчета ПИ регулятора по амплитудно-фазовой характеристике объекта управления. 
Им были написаны монографии:
- Расчёт настроек промышленных систем регулирования. Москва, Госэнергоиздат, 1961 издана также на чешском и китайском языках.
- Импульсные системы автоматического регулирования. Москва-Ленинград, Энергия, 1964
- Расчет динамики промышленных автоматических систем регулирования. Москва, «Энергия»,1973.
- В соавторстве с Кузищиным В.Ф., Клюевым А.С. и др. Автоматизация настройки систем управления, Москва, Энергоатомиздат, 1984

В.Я.Ротач написал ряд учебников:
- Теория автоматического управления теплоэнергетическими процессами. Энергоатомиздат, 1985
- Теория автоматического управления. Издательский дом МЭИ, издания 2004, 2005, 2007, 2008 ISBN 978-5-383-00326-8

Является автором более 100 статей и учебных пособий, под его научным руководством выполнены 3 докторских и 25 кандидатских диссертации.

## Источник
- Промышленные контроллеры АСУ, 2007, №10, стр.28.